# Instituții ale Uniunii Europene
Instituțiile Uniunii Europene sunt cele șapte organe principale de decizie ale Uniunii Europene (UE). Acestea sunt, în ordinea enumerată la articolul 13 din Tratatul privind Uniunea Europeană:
- Parlamentul European,
- Consiliul European,
- Consiliul Uniunii Europene,
- Comisia Europeană,
- Curtea de Justiție a Uniunii Europene,
- Banca Centrală Europeană și
- Curtea Europeană de Conturi.[1]

Toate instituțiile au roluri specifice, de la elaborarea legislației și a politicilor Uniunii, până la punerea în aplicare a acestora și desfășurarea de activități în domenii specifice, cum ar fi sănătatea, medicina, transportul și mediul.

## Istoric
Majoritatea instituțiilor UE au fost create odată cu înființarea Comunității Europene în 1958. Multe schimbări de atunci au avut loc în contextul deplasării echilibrului puterii de la Consiliu spre Parlament. Rolul Comisiei a fost adesea acela de a media între două părți sau de a stabili echilibrul. Totuși, Comisia devine din ce în ce mai răspunzătoare față de Parlament: în 1999 a forțat demisia Comisiei Santer și a forțat o remaniere a Comisiei Barroso propuse în 2004. Dezvoltarea instituțiilor, cu modificări treptate prin tratate și acorduri, este o dovadă a evoluției structurilor Uniunii fără un "plan general" clar. Unii, cum ar fi Tom Reid de la Washington Post, au spus instituțiilor că "nimeni nu ar fi proiectat în mod deliberat un guvern atât de complex și de redundant ca UE".

## Prezentare generală
| Consiliul European - Oferă un impuls și o direcție - | | Consiliul Uniunii Europene - Legislatură - | | Parlamentul European - Legislatură - |  | Comisia Europeană - Executiv - |  |  |
| Members of the European Council 2011 | Council of the EU and European Council meeting room in the Europa building | European Parliament | European Commission building |                                      |  |                                |  |  |
| - summitul șefilor de stat sau de guvern, președintele Consiliului European și președintele Comisiei Europene. - dă impulsul politic necesar pentru dezvoltarea Uniunii și își stabilește obiectivele și prioritățile generale - nu legiferează - cu sediul la Bruxelles | - compus din douăzeci și opt de miniștri naționali (câte unul pe stat) - informal denumit "Consiliul de Miniștri" sau doar "Consiliul" - acționează împreună cu Parlamentul ca legislativ - împarte cu Parlamentul puterea bugetară - asigură coordonarea politicii economice și sociale generale și stabilește orientări pentru politica externă și de securitate comună (PESC) - încheie acorduri internaționale - cu sediul la Bruxelles | - acționează împreună cu Consiliul (al Uniunii Europene) în calitate de legiuitor - împarte cu Consiliul (al Uniunii Europene) puterea bugetară - exercită controlul democratic asupra instituțiilor, inclusiv Comisia Europeană și aprobă membrii Comisiei - sesiuni plenare cu sediul la Strasbourg, întâlniri principale la Bruxelles | - reprezintă puterea executivă - prezintă Parlamentului și Consiliului (al Uniunii Europene) propuneri pentru o nouă legislație - implementează politici - administrează bugetul UE - asigură respectarea legislației UE ("gardian al tratatelor") - negociază acorduri internaționale - cu sediul la Bruxelles |                                      |  |                                |  |  |
| | | | |                                      |  |                                |  |  |

| | Curtea de Justiție a Uniunii Europene - Judiciar - | | Banca Centrală Europeană - Bancă centrală - |  | Curtea Europeană de Conturi - Audit financiar - |  |
| ECJ room | European Central Bank | ECA building                                                                                         |                                             |  |                                                 |  |
| - sigură aplicarea uniformă și interpretarea dreptului european - are puterea de a decide asupra litigiilor juridice dintre statele membre, instituții, activități comerciale și persoane fizice - cu sediul la Luxemburg | - formează împreună cu băncile centrale naționale Sistemul European al Băncilor Centrale și, prin urmare, determină politica monetară a zonei euro - asigură stabilitatea prețurilor în zona euro prin controlul masei monetare - cu sediul la Frankfurt | - verifică punerea în aplicare corespunzătoare a bugetului Uniunii Europene - cu sediul la Luxemburg |                                             |  |                                                 |  |

## Instituții
Există trei instituții politice care dețin puterea executivă și legislativă a Uniunii. Consiliul Uniunii Europene reprezintă guvernele, Parlamentul reprezintă cetățenii și Comisia reprezintă interesul european.  În esență, Consiliul Uniunii Europene, Parlamentul sau o altă parte formulează o cerere de legislație Comisiei. Comisia redactează o versiune și o prezintă Parlamentului și Consiliului Uniunii Europene, unde, în majoritatea cazurilor, ambele trebuie să-și dea acordul. Deși natura exactă a acesteia depinde de procedura legislativă utilizată, odată aprobată și semnată de ambele organe, ea devine lege. Obligația Comisiei este să se asigure că legislația este pusă în aplicare și să-i aducă în fața Curții pe cei care nu respectă dispozițiile sale.

### Parlamentul European
Parlamentul European (PE) împarte autoritatea legislativă și bugetară a Uniunii cu Consiliul Uniunii Europene (care nu trebuie confundat cu Consiliul European). Cei 751 de membri ai săi sunt aleși la fiecare cinci ani prin vot universal și se situează în funcție de apartenența politică. Ei reprezintă aproape 500 de milioane de cetățeni (al doilea cel mai mare electorat democratic din lume) și formează singurul organ ales în mod direct în Uniune. În ciuda faptului că formează una din cele două camere legislative ale Uniunii, ea are competențe mai slabe decât Consiliul în anumite domenii sensibile și nu are inițiativă legislativă. Cu toate acestea, are competențe asupra Comisiei pe care Consiliul nu le are.
Președintele Parlamentului este Roberta Metsola.

### Consiliul European

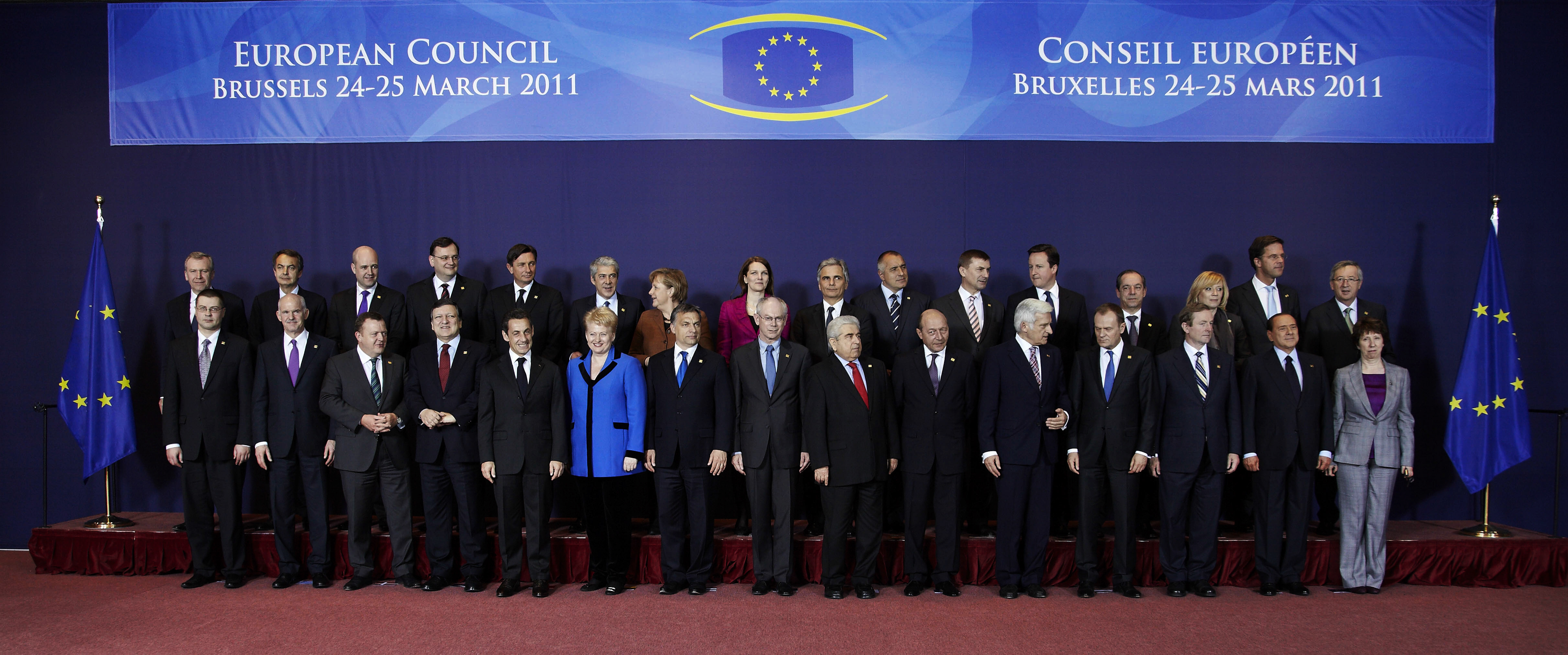
Consiliul European oferă direcții politice la nivel de șef de stat sau de guvern către Uniune

Consiliul European este grupul de șefi de stat sau de guvern ai statelor membre ale UE. Acesta se reunește de patru ori pe an pentru a defini agenda politică a Uniunii și a da un impuls integrării. Președintele Consiliului European este persoana responsabilă pentru prezidarea și conducerea activității instituției, care a fost desemnată drept cel mai înalt organism politic al Uniunii Europene.
Președintele Consiliului este António Costa.

### Consiliul Uniunii Europene
Consiliul Uniunii Europene (informal cunoscut sub numele de "Consiliul de Miniștri" sau doar "Consiliul") este un organism care deține competențe legislative și unele puteri executive limitate și, prin urmare, este principalul organism decizional al Uniunii. Președinția sa se rotește între state la fiecare șase luni, dar fiecare trei președinții cooperează acum la un program comun. Acest organism este separat de Consiliul European, care este un organism similar, dar este compus din lideri naționali.
Consiliul este alcătuit din douăzeci și opt de miniștri naționali (câte unul per stat). Cu toate acestea, Consiliul se reunește în diverse forme, în funcție de subiect. De exemplu, dacă se discută despre agricultură, Consiliul va fi compus din fiecare ministru național pentru agricultură. Ei reprezintă guvernele lor și sunt responsabili față de sistemele lor politice naționale. Voturile sunt luate fie cu majoritate, fie cu unanimitate, cu voturi alocate în funcție de populație. Consiliul împarte puterea legislativă și bugetară cu Parlamentul și conduc, de asemenea, politica externă și de securitate comună.

### Comisia Europeană
Comisia Europeană este ramura executivă a Uniunii. Este un organism compus dintr-un numit din fiecare stat, dar este conceput să fie independent de interesele naționale. Organismul este responsabil pentru redactarea întregii legislații a Uniunii Europene și are capacitatea de a propune noi legi (proiecte de lege). Comisia se ocupă de gestionarea zilnică a Uniunii și are datoria de a respecta legea și tratatele.
Comisia este condusă de un Președinte care este nominalizat de Consiliul European și aprobat de Parlament. Ceilalți 26 de Comisari sunt nominalizați de statele membre și au portofoliile atribuite de Președinte. Consiliul adoptă apoi această listă de nominalizați-Comisari.
Consiliul European are nevoie doar de majoritate calificată pentru a adopta comisia. Parlamentul European interveviază fiecare candidat și votează asupra întregii comisii, fără posibilitatea de a accepta sau respinge comisari individuali. Odată obținută aprobarea din partea Parlamentului, comisarii pot prelua funcția.
Președintele Comisiei este Ursula von der Leyen.

### Curtea de Justiție a Uniunii Europene
Curtea de Justiție a Uniunii Europene (CJEU) este ramura judiciară a UE. Acesta este responsabilă pentru interpretarea dreptului european și a tratatelor UE. Este alcătuită din camerele: Curtea de Justiție, Tribunalul și Tribunalul Funcției Publice.
Sediul CJEU este la Luxembourg.

### Banca Centrală Europeană

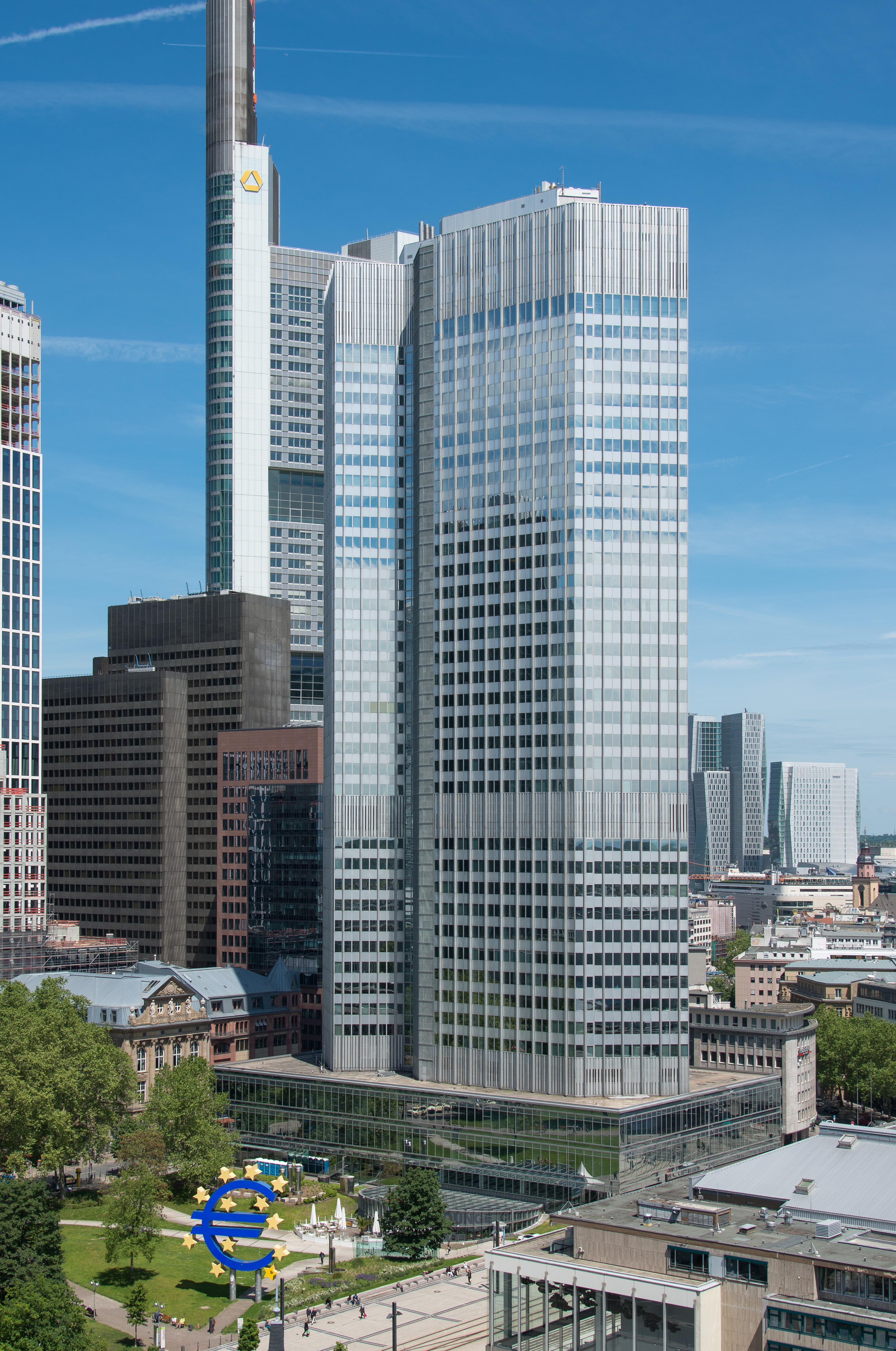
Sediul Băncii Central Europene până în 2014.

Banca Centrală Europeană (BCE) este banca centrală a zonei euro (statele care au adoptat moneda euro), controlând astfel politica monetară în acest domeniu cu o agendă de menținere a stabilității prețurilor.
Acesta se află în centrul Sistemului European al Băncilor Centrale, care cuprinde toate băncile naționale ale UE. Banca este guvernată de un consiliu de guvernatori ai băncilor naționale și de un președinte.
Sediul ECB este la Frankfurt.
Actualul președinte al Băncii Central Europene este Christine Lagarde.

### Curtea Europeană de Conturi
Curtea de Conturi Europeană (ECA), în ciuda numelui său, nu are putere judecătorească. Ea se asigură că fondurile contribuabililor din bugetul Uniunii Europene au fost cheltuite în mod corect. Curtea oferă Consiliului și Parlamentului un raport de audit pentru fiecare an financiar. Parlamentul folosește acest lucru pentru a decide dacă să aprobe gestionarea de către Comisie a bugetului. De asemenea, Curtea oferă opinii și propuneri privind legislația financiară și acțiunile antifraudă.
Curtea de Conturi a fost înființată în 1975. A fost creată ca o instituție independentă datorită sensibilității problemei fraudei în Uniune. Este compusă dintr-un membru din fiecare stat membru numit de Consiliu la fiecare șase ani. La fiecare trei ani, unul dintre ei este ales ca președinte al curții.

## Acte și proceduri
Există o varietate de acte europene. Cel mai important este regulamentul, o lege direct aplicabilă în ansamblul său. Apoi, există directive care dau statelor membre timp pentru atingerea obiectivelor, dar mijloacele sunt lăsate la discreția lor. O decizie este un instrument care se referă la un anumit grup sau persoane și este direct aplicabil destinatarului. Instituțiile pot să emită recomandări și opinii care sunt doar declarații fără caracter obligatoriu.
În cadrul procedurii legislative, Comisia prezintă o propunere Parlamentului și Consiliului; acestea transmit apoi amendamente Consiliului, care poate fie să adopte textul cu aceste amendamente, fie să le trimită înapoi cu o "poziție comună". Această propunere poate fi aprobată, sau Parlamentul poate prezenta amendamente ulterioare. Dacă Consiliul nu le aprobă, atunci se formează un "Comitet de conciliere". Comitetul este alcătuit din membri ai Consiliului și un număr egal de deputați care caută să convină asupra unei poziții comune. După aprobarea unei poziții, aceasta trebuie aprobată din nou de Parlament cu majoritate absolută.

## Comparații

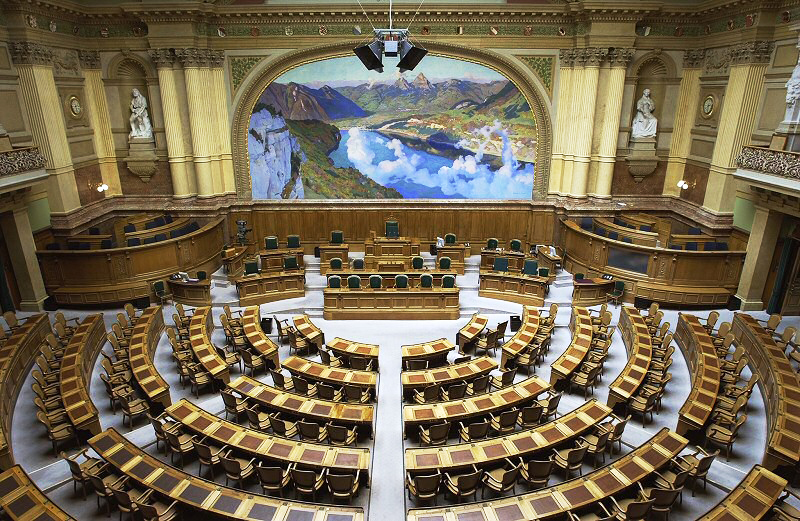
Instituțiile UE au elemente asemănătoare cu guvernul elvețian.

Deși sistemul de guvernanță european este în mare parte unic, unele elemente îl apropie de alte sisteme, în special de federalismul german. Într-adevăr, puterile sunt în mare parte împărțite (statele pot exercita puteri federale atunci când federația nu le-a exercitat încă) între nivelurile de guvernare iar statele sunt puternic implicate în procesul de luare a deciziilor la nivel federal.  Acest lucru este în contrast cu alte federații, de exemplu Statele Unite, unde puterile sunt împărțite în mod clar între nivelurile de guvernare, iar statele au o influență redusă în luarea deciziilor federale.
Înființarea instituțională a UE este, de asemenea, oarecum similară cu guvernul Elveției (care, deși în Europa, nu este un stat membru al UE). Sistemul elvețian, bazat pe consens, oferă imaginea unei uniuni reușite într-un stat încă împărțit de limbă și religie. Comisia Europeană seamănă cu Consiliul Federal Elvețian în sensul că există o reprezentare multipartită și comisarii sunt numiți mai degrabă pe baza naționalității decât a popularității. Președinția Consiliului Federal se rotește anual între membrii săi, în mod similar cu cel al Președinției Consiliului UE. Datorită acestui sistem de președinție, liderii elvețieni, precum cei din UE, sunt relativ necunoscuți, politica națională considerată oarecum tehnocratică, rezultând o participare scăzută la vot, similar cu alegerile pentru parlamentul European. Alte paralele includ puterile deținute de state, importanța deosebită a traducerilor și alegerea unui oraș mai mic drept capitală.